# Cabo Verde en los Juegos Paralímpicos de Atenas 2004
Cabo Verde estuvo representado en los Juegos Paralímpicos de Atenas 2004 por tres deportistas, dos hombres y una mujer. El equipo paralímpico caboverdiano no obtuvo ninguna medalla en estos Juegos.